# Marcos de Mênfis
Marcos de Mênfis, um nativo da cidade de Mênfis, no Egito, introduziu doutrinas dualistas de cunho gnóstico-maniqueístas na Hispânia na metade do século IV dC, segundo Sulpício Severo (Historia Sacra II, 44) e Jerônimo de Estridão (De Viris Illustribus, 121). Suas atividades são desconhecidas e sabemos apenas que teria tido dois discípulos: Agape, uma matrona rica e o orador Elpidius, que se tornou o instrutor de Prisciliano (em latim: ab his Priscillianus est institutus) - fundador do Priscilianismo - quando ainda era um leigo.
Tanto Elpidius quanto Prisciliano foram ambos condenados pelo Concílio de Saragossa, embora Elpidius não tenha compartilhado o destino trágico de Prisciliano em 385 dC .